# Santa Cruz Futebol Clube (Maceió)
El Santa Cruz de Maceió fue un equipo de fútbol de Brasil que jugó en el Campeonato Alagoano, la primera división del estado de Alagoas durante los inicios del siglo XX.

## Historia
Fue fundado el 25 de agosto de 1931 en la ciudad de Maceió con el nombre Duque de Caxias por militares del  20º Batalhão de Caçadores do Exército liderados por Germiniano Gomes, quien sería el primer presidente en la historia del club. Su uniforme, escudo y colores estaban inspirados en el Sao Paulo FC, equipo del estado de Sao Paulo. En 1935 pasa a llamarse Associação Militar y en 1938 cambia a Santa Cruz FC.
En 1933 hace su debut en el Campeonato Alagoano en la que terminó en sexto lugar, y su primer título estatal fue en 1945 en su sexta temporada en la liga, la cual vuelve a ganar en 1948 luego de que no participara en la temporada anterior.
El club desaparece en 1949 al no participar en el torneo por dificultades financieras tras 16 temporadas en la primera división estatal.

## Palmarés
- Campeonato Alagoano: 2

1945, 1948

## Jugadores
Su principal jugador fue el delantero Arnaldo, el único que fue el máximo goleador en una temporada en el Campeonato Alagoano, en 1942.